# Třída Lindau (typ 320)
Třída Lindau (typ 320) je třída minolovek německého námořnictva. Celkem bylo postaveno 18 jednotek této třídy. Byly to první válečné lodě postavené v Německu od druhé světové války. Jednotlivá plavidla později prošla třemi různými typy modernizací, po kterých dostala označení typ 331A, typ 331B a typ 351. Zahraničními uživateli Německem vyřazených plavidel se staly Estonsko, Litva, Lotyšsko a Gruzie.

## Stavba
Celkem bylo loděnicí Burmeister v Brémách postaveno 18 minolovek této třídy.
Jednotky třídy Lindau:
| Jméno              | Modernizace | Spuštěna | Vstup do služby  | Poznámka                                                                            |
| ------------------ | ----------- | -------- | ---------------- | ----------------------------------------------------------------------------------- |
| Lindau (M 1072)    | 331B        | 1957     | 24. dubna 1958   | roku 2000 darována Estonsku jako Sulev (M 312), aktivní.                            |
| Göttingen (M 1070) | 331B        |          |                  | vyřazena                                                                            |
| Koblenz (M 1071)   | 331B        | 1957     | 8. července 1958 | 1999-2000 získána Litvou jako Sūduvis (M 52), aktivní.                              |
| Wetzlar (M 1075)   | 331B        |          |                  | vyřazena                                                                            |
| Tübingen (M 1074)  | 331B        |          |                  | vyřazena                                                                            |
| Schleswig (M 1073) | 351         |          |                  |                                                                                     |
| Paderborn (M 1076) | 351         |          |                  |                                                                                     |
| Weilheim (M 1077)  | 331B        |          |                  | vyřazena, muzejní loď                                                               |
| Cuxhaven (M 1078)  | 331B        | 1958     | 11. března 1959  | roku 2000 darována Estonsku jako Wambola (M 311), aktivní.                          |
| Düren (M 1079)     | 351         |          |                  |                                                                                     |
| Marburg (M 1080)   | 331B        | 1958     | 11. června 1959  | 1999-2000 získána Litvou jako Kursis (M 51), vyřazen.                               |
| Konstanz (M 1081)  | 351         |          |                  |                                                                                     |
| Wolfsburg (M 1082) | 351         |          |                  |                                                                                     |
| Ulm (M 1083)       | 351         |          |                  |                                                                                     |
| Flensburg (M 1084) | 331A        |          | 3. prosince 1959 | vyřazena, muzejní loď                                                               |
| Minden (M 1085)    | 331B        |          | 21. května 1960  | roku 1997 získána Gruzií jako hlídková loď pobřežní stráže Ayety (P 22), ve službě. |
| Fulda (M 1086)     | 331A        |          |                  | vyřazena                                                                            |
| Völkingen (M 1087) | 331B        | 1959     | 21. května 1960  | roku 1999 získána Lotyšskem jako Nemejs (03), ve službě.                            |

## Konstrukce

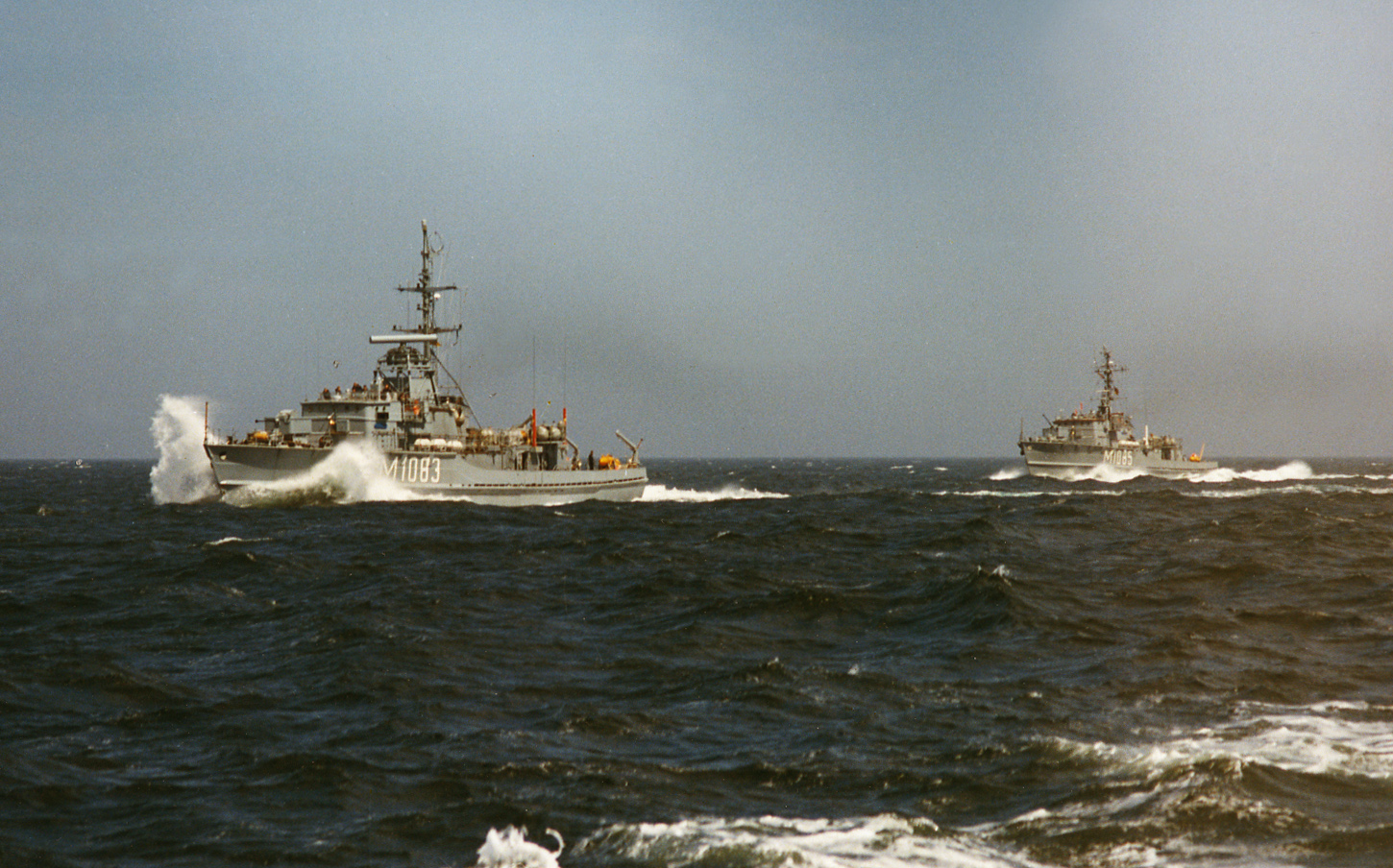
Ulm (M 1083)

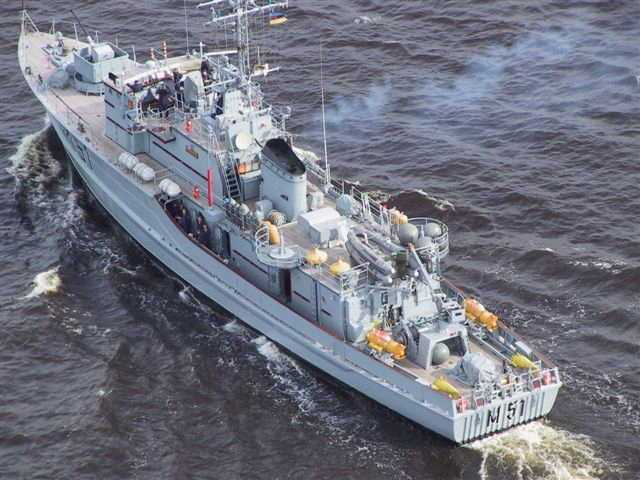
Kursis (M 51)

### Typ 320
Trup byl vyroben ze dřeva a nástavba z nemagnetických materiálů.

### Typ 321A/B
V letech 1968-1971 byly minolovky Fulda a Flensburg přestavěna na plavidla pro vyhledávání min (minehunting) typu 321A. Následně bylo dalších 10 jednotek přestavěno na verzi typ 321B, lišící se pouze absencí zatahovatelného šroubu Scholtel pro pomalé manévrování. Minolovky typu 321A/B měly demontováno klasické minolovné vybavení. K vyhledávání a likvidaci min sloužilo šest potápěčů a dva dálkově ovládané ponorné prostředky PAP-104. Ty mohly operovat ve vzdálenosti 500 od mateřských plavidel v hloubce do 60 metrů. Nalezené miny likvidovaly přiložením výbušniny.
Pohonný systém tvořily dva diesely MTU 16V538 TB90 o celkovém výkonu 5000 bhp. Nejvyšší rychlost dosahovala 16 uzlů a dosah 1400 námořních mil při rychlosti 16 uzlů.

### Typ 351

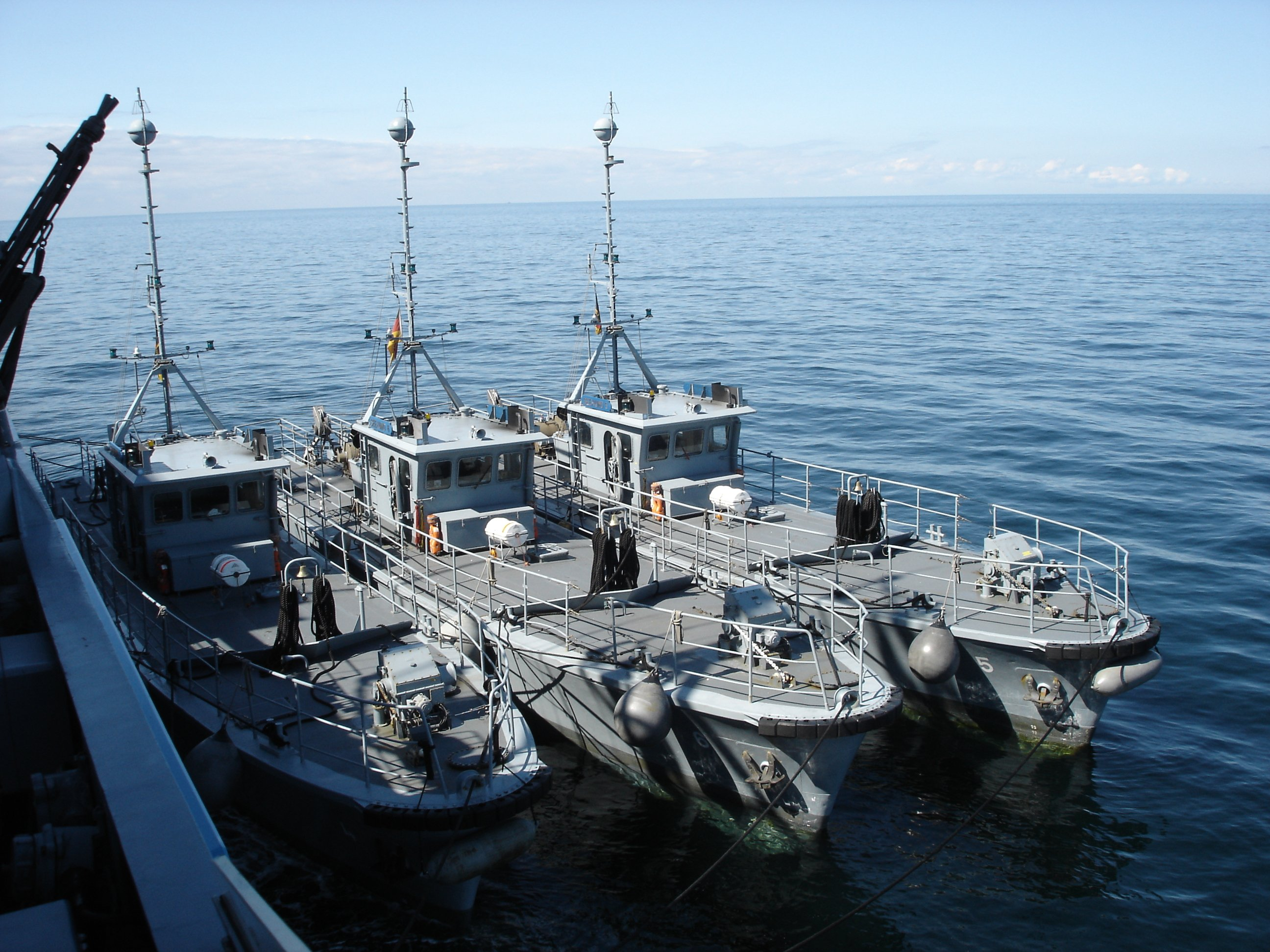
Trojice plavidel Seehunde

Šest jednotek bylo v letech 1979-1983 přestavěno na plavidla pro vyhledávání min, schopná likvidace klasických, magnetických i akustických min. Každé plavidlo neslo systém Troika se třemi dálkově ovládanými odminovacími plavidly Seehund. Další specializované vybavení představovalo mechanické odminovací zařízení SGC-21 a zvukový generátor.

## Operační služba
Minolovky Schleswig a Padeborn byly nasazeny ve válce v Perském zálivu.